# Центральна провінція (Кенія)

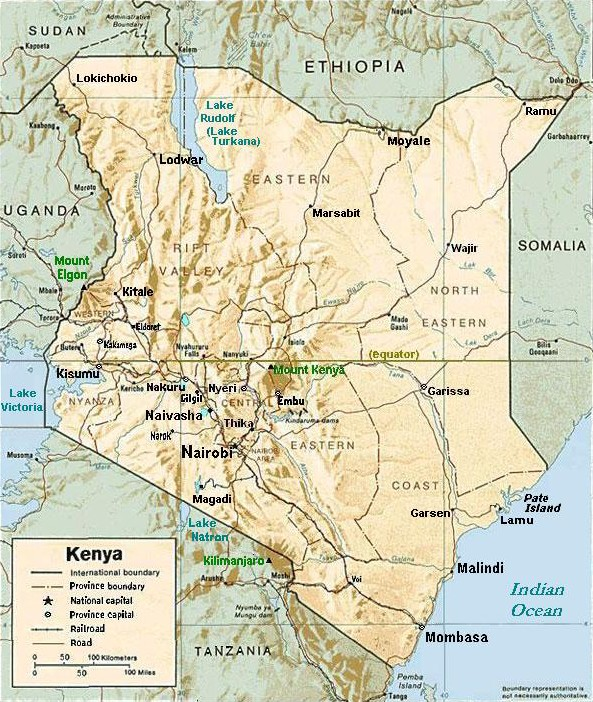
Центральна провінція Кенії оточена столиця Ньєрі, включаючи схили гори Кенія (Натисніть, щоб збільшити карту).

Центральна (англ. Central, суах. Kati) — одна з восьми колишніх провінцій Кенії, розташована в центрі країни. Адміністративний центр провінції — місто Ньєрі.

## Клімат
Клімат в центральній провінції прохолодніше, ніж в інших частинах Кенії, оскільки регіон знаходиться відносно високо над рівнем моря. У році є 2 яскраво виражених сезони дощів: початку березня — травень і жовтень — листопад.

## Адміністративний поділ
До 2007 року центральна провінція була розділена на 5 округів (вілайєтів):
| № | Округи                | Административный центр | Населення, осіб (2009 р.) |
| - | --------------------- | ---------------------- | ------------------------- |
| 1 | Ньяндаруа (Nyandarua) | Ол Калу                | 596 268                   |
| 2 | Ньєрі (Nyeri)         | Ньєрі                  | 693 558                   |
| 3 | Кіриняга (Kirinyaga)  | Керугоя                | 528 054                   |
| 4 | Муранга (Murang'a)    | Муранга                | 942 581                   |
| 5 | Кіямбу (Kiambu)       | Кіямбу                 | 1 623 282                 |

У 2007 році було створено кілька нових округів:
| №  | Назва           | Адміністративний центр  |
| -- | --------------- | ----------------------- |
| 1  | Gatundu         | Gatundu                 |
| 2  | Kiambu East     | Kiambu                  |
| 3  | Kiambu West     | Limuru                  |
| 4  | Kirinyaga       | Kerugoya                |
| 5  | Maragua         | Maragua                 |
| 6  | Murang'a North  | Murang'a                |
| 7  | Murang'a South  | Kenol Trading Centre    |
| 8  | Nyandarua North | Nyahururu               |
| 9  | Nyandarua South | Engineer Trading Centre |
| 10 | Nyeri North     | Chaka                   |
| 11 | Nyeri South     | Ньєрі                   |
| 12 | Thika           | Thika                   |

## Економіка
Центральна провінція — основний виробник кави, яка є важливою статтею експорту кенійської економіки.